# Oberiberg
Oberiberg je obec ve švýcarském kantonu Schwyz. Žije zde 902 obyvatel.

## Geografie

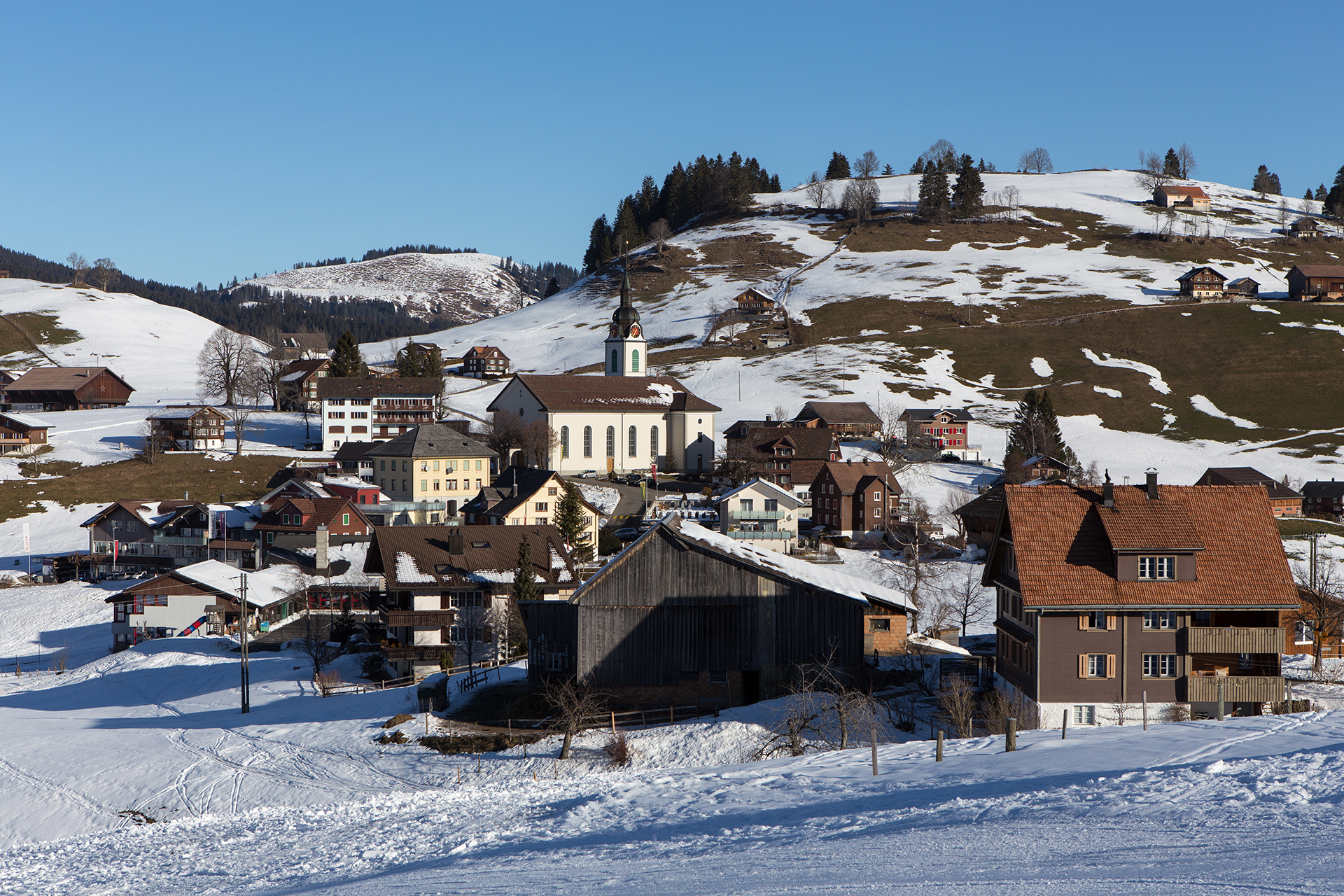
Centrum obce

Obec se nachází na silnici Ibergereggstrasse mezi městy Einsiedeln a Schwyz. Skládá se z obce Oberiberg a vesnice Hoch-Ybrig.
Oberiberg má v roce 2006 rozlohu 32,8 km². Z této plochy je 50,2 % využíváno pro zemědělské účely a 39,1 % je zalesněno. Ze zbývající půdy je 1,9 % zastavěno (budovy nebo silnice) a zbytek (8,8 %) je neprodukční (řeky, ledovce nebo hory).

## Historie
Místní obyvatelé nazývají oblast kolem Ibergu S'Ibrig a její název je odvozen od stromu tisu. Císař Jindřich II. ji v roce 1018 daroval opatství Einsiedeln. Později přešla do vlastnictví obce Schwyz, která ji využívala jako letní pastviny. Oblast byla silně zalesněná a teprve mezi 16. a 19. stoletím byla vykácením přeměněna na rozsáhlé pastviny. Válečná vřava v letech 1798–99 zasáhla obec těžce kvůli francouzské okupaci a rekvizicím. První kostel byl vysvěcen v roce 1481, v témže roce, kdy byla obec církevně odloučena od Schwyzu. Starší kaple pravděpodobně existovala. Výstavba nového farního kostela (vysvěceného v roce 1876) vedla k rozdělení farnosti, protože se nepodařilo dosáhnout dohody o jeho umístění. Škola zde funguje od konce 17. století, první školní budova byla postavena v roce 1864 a v roce 1976 ji nahradila nová.
Na počátku 20. století byly v obci hojně využívány léčivé prameny. Tou dobou žilo obyvatelstvo stále téměř výhradně z vysokohorské zemědělské činnosti, ale Oberiberg byl brzy objeven jako rekreační středisko a důležitým zdrojem obživy obce se začal stávat cestovní ruch. V roce 1938 byl postaven lyžařský vlek (teprve třetí v celém Švýcarsku). Na počátku 21. století převládla zimní turistika na Roggenstocku, v Hoch-Ybrigu a na Ibergereggu. 

## Obyvatelstvo
| Vývoj počtu obyvatel | Vývoj počtu obyvatel | Vývoj počtu obyvatel | Vývoj počtu obyvatel | Vývoj počtu obyvatel | Vývoj počtu obyvatel | Vývoj počtu obyvatel | Vývoj počtu obyvatel | Vývoj počtu obyvatel |
| -------------------- | -------------------- | -------------------- | -------------------- | -------------------- | -------------------- | -------------------- | -------------------- | -------------------- |
| Rok                  | 1888                 | 1900                 | 1950                 | 1970                 | 1980                 | 1990                 | 2000                 | 2005                 |
| Počet obyvatel       | 667                  | 690                  | 530                  | 552                  | 600                  | 655                  | 710                  | 771                  |

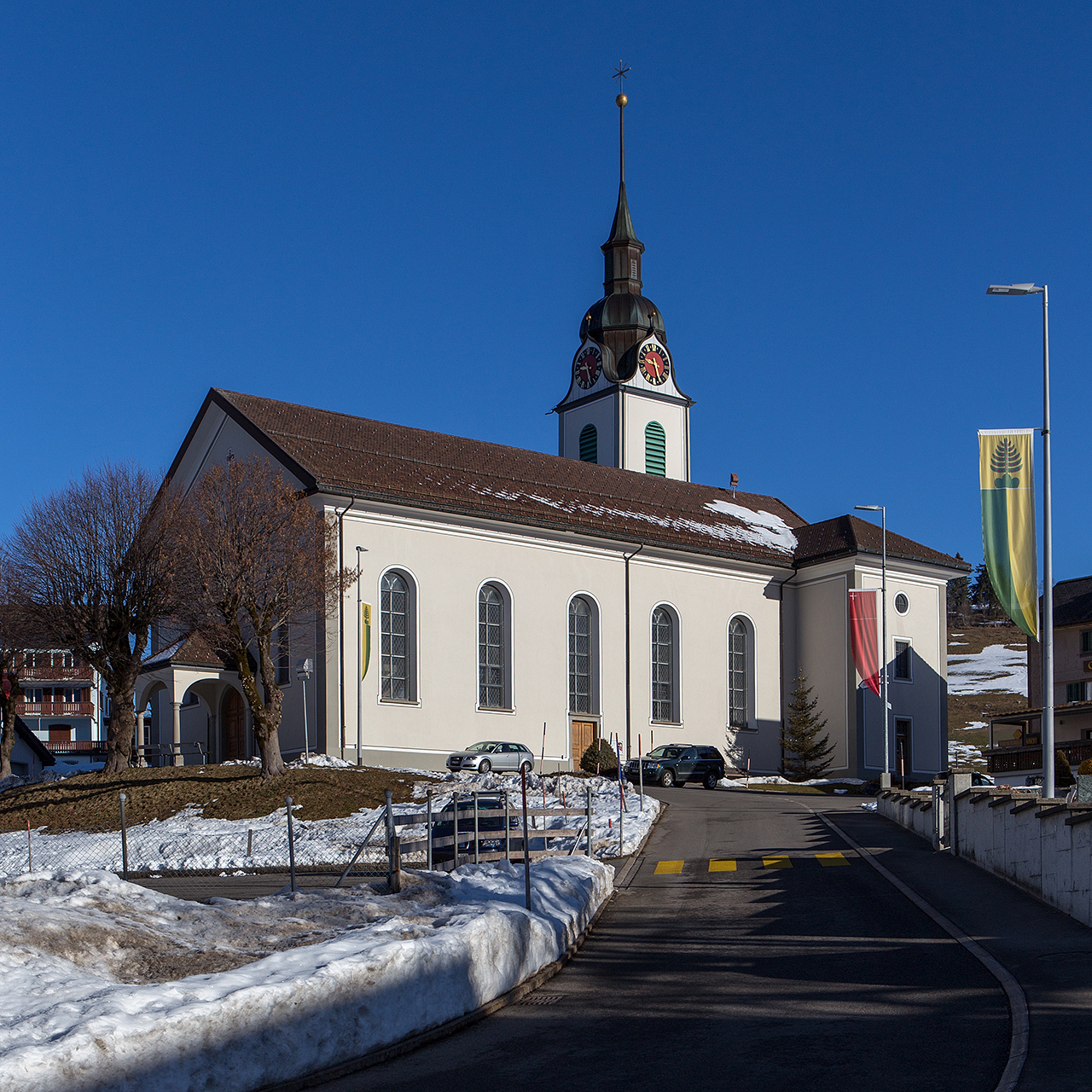
Kostel

Většina obyvatel (k roku 2000) hovoří německy (98,2 %), druhá nejčastější je portugalština (0,4 %) a třetí albánština (0,3 %).

## Doprava
Obec leží na kantonální silnici, spojující Schwyz a Einsiedeln. Napojení na síť veřejné dopravy zajišťují autobusy společnosti Auto AG Schwyz.